# 超級蒼蠅
《超級蒼蠅》（英語：Super Fly，或譯《超飛》），是一部由小哥頓·派克斯執導的黑人剝削新黑色犯罪劇情片。電影中由羅恩·歐尼爾飾演主角「新血」普利斯特（"Youngblood" Priest），一名試圖從黑社會毒品交易中脫身的非裔美國古柯鹼藥頭。這部電影知名於其由靈魂樂音樂家柯提斯·梅菲爾德操刀製作的原聲帶。
歐尼爾之後在隔年的《超級蒼蠅續集》繼續飾演「新血」普利斯特並身兼導演。本部電影的製作人西格·肖爾則執導了1990年的第二部續集《浪子回頭》，並改由內森·普迪飾演「新血」普利斯特。2018年時《超級蒼蠅》還出了翻拍版《藥命高手》。
2022年，《超級蒼蠅》因在「文化上、歷史上或美學上具重要意義」而被美國國會圖書館選入國家影片登記表保存，其原聲帶則先在2019年時因同樣理由而被國會圖書館選入國家錄音登記表保存。

## 劇情概要
「新血」普利斯特（羅恩·歐尼爾飾）是一名在哈林區享受著奢侈生活的非裔美國古柯鹼藥頭，儘管在這行大賺特賺，他還是渴望能金盆洗手。一天，普利斯特質問他手下毒販之一的「胖子佛萊迪」（Fat Freddie，查爾斯·麥葛雷格飾），因為佛萊迪欠他錢，所以普里斯特要脅佛萊迪去搶劫他的競爭對手，否則就強迫佛萊迪的老婆去賣淫。膽小的佛萊迪雖然痛恨暴力，但還是同意並陪同普利斯特的另一名下級毒販「家族」成員實行搶劫大計。
普利斯特討論他計劃用與搭檔艾迪（Eddie，卡羅·李飾）擁有的30萬美元購買30公斤優質古柯鹼，然後他們可以在四個月內以100萬美元的價格全數出售。如果計畫成功，那他們就可以舒服地退休了。但艾迪爭辯說，犯罪是「那個男人」留給他們的唯一選擇。當晚，普利斯特和艾迪與一名曾協助過普利斯特入行的退休藥頭「散彈仔」（Scatter，朱利葉斯·哈里斯飾）會面。散彈仔最初拒絕幫助普利斯特，艾迪便要求散彈仔若不提供他們毒品，起碼也要說出藥源在哪，但他很快就被散彈仔拿著槍指著頭了。普利斯特緩和了局勢並說服散彈仔幫他們一把，散彈仔則警告兩人這是自己最後一次幫忙了。
普利斯特和艾迪接著與前來上交偷來的錢的佛萊迪會面。第二天，佛萊迪因打架被抓起來，當他被警察毆打時，他透露了普利斯特和艾迪將在何時何地從散彈仔那拿走第一公斤的古柯鹼。佛萊迪隨後試圖逃跑，但最終被一輛汽車撞死。
當天晚上，普利斯特和艾迪從散彈仔拿走一公斤的「貨」後便被幾名警察逮捕。警督透露他是散彈仔的藥源，兩人可以從他這兒叫多重的「貨」都可以，而且還能獲得保證與保護。艾迪對新情況感到很高興，並宣告他準備幹這行幹到老了，但普利斯特仍決定賣完30公斤後就金盆洗手。不久之後，普利斯特和艾迪的「家族」成員出售了這些毒品。普里斯特的白人情婦辛西婭（Cynthia，波莉·尼爾斯飾）得知普利斯特沒有回報她的愛並準備退出這一行而感到沮喪。普利斯特和辛西婭的爭吵被散彈仔的突然到來打斷了，散裝仔告訴兩人這次毒品買賣的藏鏡人是警局的副局長瑞爾登（Deputy Commissioner Reardon，西格·肖爾飾），同時瑞爾登也因為散彈仔退出這一行而在追殺他。散彈仔給了普利斯特一個裝有瑞爾登與他的家人資料的包包，之後便被貪汙腐敗的警察抓獲，並被強迫餵食過量毒品而死。
普利斯特既憤怒又害怕，他將有關瑞爾登的資料和一個裝有現金的信封交給了兩名黑手黨男子，並拿出一張「那個男人」的殺人合約，開價10萬美元。普利斯特接著向艾迪索要利潤的一半。就在普利斯特帶著錢離開後，艾迪立刻向警督打電話背叛了他。但普利斯特已經料到了艾迪會背叛他，於是將裝有錢的公事包交給了偽裝的手下喬治亞（Georgia，希拉·弗雷澤飾）並掉包成了裝滿破布的公事包。普利斯特隨後便被警督抓到海邊並被帶到瑞爾登面前。瑞爾登威脅普利斯特說普利斯特得在瑞爾登命令下繼續販毒，普利斯特拒絕並開始被警察毆打，但普利斯特也使出空手道擊敗了對方，揭露自己其實知道瑞爾登究竟是何許人也。普利斯特解釋說若他萬一有什麼不測，他先前雇傭的兩名殺手便會殺死瑞爾登與他的家人。瑞爾登這下只能任由普利斯特離開，普利斯特最後瞪了警察一眼，便開車去與喬治亞會合。

## 演員
- 羅恩·歐尼爾（英语：Ron O'Neal）飾演「新血」普利斯特（"Youngblood" Priest）
- 卡羅·李（英语：Carl Lee (actor)）飾演艾迪（Eddie）
- 朱利葉斯·哈里斯（英语：Julius Harris）飾演「散彈仔」（"Scatter"）
- 希拉·弗雷澤（英语：Sheila Frazier）飾演喬治亞（Georgia）
- 查爾斯·麥葛雷格（英语：Charles McGregor）飾演「胖子佛萊迪」（"Fat Freddie"）
- 西格·肖爾（英语：Sig Shore）（使用假名麥克·理查茲 Mike Richards）飾演副局長瑞爾登（Deputy Commissioner Reardon）
- 波莉·尼爾斯（Polly Niles）飾演辛西婭（Cynthia）
- 伊馮·德萊恩（Yvonne Delaine）飾演佛萊迪的老婆
- K.C.飾演皮條客
- 克里斯·阿奈特（Chris Arnett）飾演古柯鹼買家
- E·普雷斯頓·瑞迪克（E. Preston Reddick）飾演空手道教練
- 柯提斯·梅菲爾德與幾位參與原聲帶錄製的樂手—「大師」亨利·吉布森（英语：Henry Gibson (percussionist)）、「幸運」約瑟夫·史考特（英语：Joseph "Lucky" Scott）、克雷格·麥克馬倫（Craig McMullen）和泰龍·麥卡倫（Tyrone McCullen）—一同在電影中友情客串，以「柯提斯·梅菲爾德體驗樂團」（The Curtis Mayfield Experience）身份在主角們光顧的餐館中演唱歌曲〈Pusherman〉。

## 製作
《超級蒼蠅》的故事劇情設在1972年4月中旬的紐約市。這部電影由兩人出資拍攝：第一位是哥頓·派克斯，1971年經典黑人剝削電影《黑街神探》的導演，也是本部電影的導演小哥頓·派克斯的父親。第二位是西格·肖爾，除了擔當本部電影的製片人之外還飾演了「那個男人」副局長瑞爾登一角。當時許多黑人剝削電影是由大公司製作的，而《超級蒼蠅》也一樣：這部電影由华纳兄弟負責製作與發行，製片人肖爾是位白人，但非裔美國人如導演小派克斯和編劇菲利普·芬提（Phillip Fenty）也都有參與其中。
本部電影的服裝與造型師由內特·亞當斯（Nate Adams）擔任，他在這之前也參與過不少時尚秀。飾演「胖子佛萊迪」的查爾斯·麥葛雷格在電影開拍之前才剛出獄不久。本部電影的攝影指導詹姆士·西格諾萊利之後會成為《週六夜現場》的製片人之一。飾演艾迪的卡羅·李以此電影在影界走紅，但他之後深陷海洛英成癮，並於1986年死於毒品吸食過量。由柯提斯·梅菲爾德創作的電影原聲帶廣受各界好評，因此他收到許多為其他電影創作配樂的請求。其中的兩首主打單曲〈Freddie's Dead〉和〈Superfly〉不僅都擠進流行音樂榜的前十名，各自的銷量還都超過了100萬張。
《超級蒼蠅》共收穫大約400萬美元的利潤。作為最大的出資者（出了40%的預算），肖爾獲得了大部分利潤，而剩下的則由演員、導演和編劇平分。另一方面，原聲帶本身就收穫了約500萬美元的利潤，使得《超級蒼蠅》原聲帶成為第一張獲得如此可觀回報的電影原聲帶—主要是因為有包含〈Freddie's Dead〉和〈Superfly〉兩張主打歌的銷量—，這也使得原聲帶作曲人梅菲爾德成為在獲利上最接近肖爾的人。
儘管《超級蒼蠅》圍繞著爭議的毒品使用問題，但這部電影的製作為非裔美國人在業界的地位帶來了重大進步。紐約哈林社區以及數個黑人企業都為電影分擔了製作費用。另一個使《超級蒼蠅》不同於其他黑人剝削電影的特點便是在於其技術人員大部分由非白人組成，是當時最大的非白人技術團隊。總而言之，這樣一部獨立籌資的電影最終得到了異常龐大的資金支持。

## 評價
在黑人剝削電影盛行的年代，許多非裔美國人對《超級蒼蠅》、《史威特貝克之歌》和《黑街神探》等電影中對黑人塑造的形象感到不滿。全国有色人种协进会好萊塢分部負責人朱尼厄斯·格里芬（Junius Griffin）就曾表示：「我們必須堅持別讓我們的孩子長期接觸這些所謂將黑人男性美化成皮條客、毒品販子、黑幫和超級男性的黑人電影。」
《超級蒼蠅》引起了許多後民權運動時代非裔美國人的共鳴，他們將主角「新血」視為如何在美國階級制度中崛起的新榜樣。如公路瑞克·羅斯在內的幾位加州組織犯罪前科者都認為這部電影對他們決定從事毒品交易和幫派暴力有影響。種族平等大會、全国有色人种协进会和其他組織試圖阻止這部電影的發行，並推動讓更多非裔美國人參與好萊塢電影產業的創作過程。学生非暴力协调委员会也抗議這部電影是白人壓迫黑人的工具。
馬利作家曼西亞·迪亞瓦拉表示，電影中對毒販的美化有助於巧妙地批評民權運動未能為美國黑人提供更好的經濟機會，而對毒販控制的黑人社區的刻畫有助於強調民權運動的倡議還遠遠未能完全實現。電影製作人堅持認為他們希望透過『主角對金盆洗手的渴望』這一明顯的劇情點來展示毒品次文化中消極和空洞的一面。另外一點便是全劇中大部分的角色都在試圖勸阻主角不要退休，而他們的主要論點都是販毒和吸毒是他一生中所能達成的最好的事。
在影評網站爛番茄上，《超級蒼蠅》基於28條觀眾影評收獲了93%好評率，平均評分為7.3/10。《超級蒼蠅》在Metacritic上則基於8條影評的加權平均分數為67/100的「普遍好評」。

### 票房
《超級蒼蠅》最初的票房收入為2480萬美元，之後在1973年重新上映後又在美國和加拿大以租借影帶賺取了200萬美元。這是當時票房收入最高的黑人剝削電影。

## 翻拍版
《超級蒼蠅》的翻拍版—2018年6月上映的《藥命高手》由導演X執導，並由崔佛·傑克森和傑森·米契爾主演。

## 外部連結
- 互联网电影数据库（IMDb）上《超級蒼蠅》的资料（英文）
- TCM电影资料库上《超級蒼蠅》的资料（英文）
- AllMovie上《超級蒼蠅》的资料（英文）
- 美国电影学会目录上的《超級蒼蠅》（英文）